# Arenicola marina
Arenicola marina é uma espécie de anelídeo pertencente à família Arenicolidae.
A autoridade científica da espécie é Linnaeus), tendo sido descrita no ano de 1758.
Trata-se de uma espécie presente no território português, incluindo a sua zona económica exclusiva.